# Oubandawaki (Tarka)
Oubandawaki (auch: Elhadiza, Ouban Dawaki) ist ein Dorf in der Landgemeinde Tarka in Niger.

## Geographie
Das von einem traditionellen Ortsvorsteher (chef traditionnel) geleitete Dorf liegt rund 23 Kilometer nordwestlich des Hauptorts Belbédji der Landgemeinde Tarka und des Departements Belbédji, das zur Region Zinder gehört. Zu weiteren Siedlungen in der Umgebung von Oubandawaki zählen Batté Centre und Batté Araban im Nordosten, Maïréré und Elh Dawèye im Südwesten sowie Gandou Goriba im Westen.
Oubandawaki ist Teil der Übergangszone zwischen Sahara und Sahel. Die durchschnittliche jährliche Niederschlagsmenge beträgt hier zwischen 200 und 300 mm.

## Bevölkerung
Bei der Volkszählung 2012 hatte Oubandawaki 315 Einwohner, die in 39 Haushalten lebten. Bei der Volkszählung 2001 betrug die Einwohnerzahl 272 in 39 Haushalten und bei der Volkszählung 1988 belief sich die Einwohnerzahl auf 182 in 31 Haushalten.
Die Bevölkerungsdichte in diesem Gebiet ist mit 10 bis 20 Einwohnern je Quadratkilometer relativ gering.

## Wirtschaft und Infrastruktur
Die Siedlung liegt in einem Gebiet des Übergangs zwischen der Naturweidewirtschaft des Nordens und des Ackerbaus des Süden, was zu Landnutzungskonflikten führt. Im Dorf wird ein Wochenmarkt abgehalten. Es gibt eine Schule. Das nigrische Unterrichtsministerium richtete 1996 gemeinsam mit dem Welternährungsprogramm der Vereinten Nationen zahlreiche Schulkantinen in von Ernährungsunsicherheit betroffenen Zonen ein, darunter eine für Nomadenkinder in Oubandawaki.